# قوبيون عملاق
قوبيون عملاق (الاسم العلمي: Gobius cobitis) هو نوع من أنواع الأسماك الذي يتبع جنس القوبيون من الفصيلة القوبيونية. الموطن الأصلي لنوع سمك القوبيون هذا هو في المياه البحرية الساحلية والمياه المسوسة في شرق المحيط الأطلسي، تتواجد هذه الاسماك أيضا في البحر الأبيض المتوسط والبحر الأسود في أعماق المياه التي يتراوح عمقها ما بين 10 - 35 متر (33 -115 قدم)، لا يعتبر هذا النوع من القوبيون ذو أهمية كبيرة في مجال صيد الأسماك التجاري، ولكنه يعتبر سمك مشهور وشعبي في هواية صيد السمك.

## الوصف

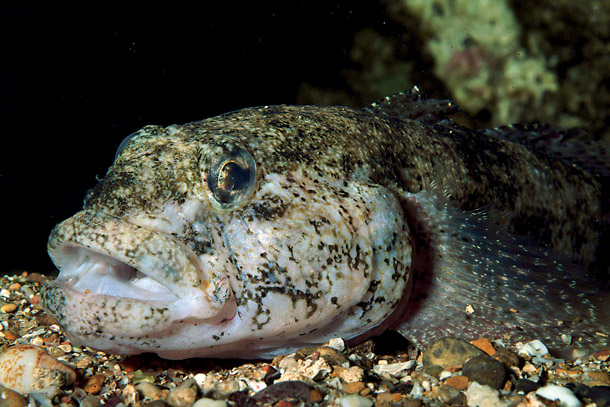
رأس سمكة قوبيون عملاق في مياه ايطاليا

تنمو أسماك القوبيون العملاق إلى طول يبلغ قدره حوالي 27 سنتيمتر (11 بوصة)، لونها يتراوح ما بين ضرب من اللون الرمادي واللون البني الزيتوني مع وجود علامات «الفلفل والملح» - بقع ونقاط ملطخة؛ لونها اسود وابيض والتي تكون واضحة أكثر ويمكن ملاحظتها أكثر وبشكل خاص في الاسماك الصغيرة اليانعة. خلال موسم التكاثر، يكون لون الذكر أغمق من لون الأنثى. يغطي جسم هذه الاسماك حراشف صغيرة، وساق الذيل (المقطع بين الجسد والذيل) قصير. وعيونها صغيرة الحجم أيضًا.

## الموائل
تسكن أسماك القوبيون العملاق برك الصخور العالية في منطقة البحر الوحلي من الشواطئ المحمية التي توفر لها الملجأ الحماية. عادة؛ تحتوي برك الصخور (اسم اخر: برك المد والجزر) على صخور التي من الممكن أن تحمي أسماك القوبيون العملاقة تحتها، وتحتوي على تدفق معين من المياه العذبة، لذلك؛ تكون المياه في البرك هذه مائلة للملوحة نوعا ما.

## النظام الغذائي
تتغذى هذه الأنواع من أسماك القوبيون على أنواع كثيرات الأشعار، الطحالب الخضراء من جنس خس البحر، مزدوجات الأرجل، وعلى السرطان والحشرات.

## نطاق تواجده
حسب ما هو معلوم؛ تتواجد أسماك القوبيون العملاق في مياه المملكة المتحدة، فقط في السواحل المتواجدة جنوب-غرب إنجلترا، بين ويمبوري وجزر سيلي. خارج مياه المملكة المتحدة؛ تتواجد أسماك القوبيون العملاق في المناطق الغربية للقناة الإنجليزية، وصولا إلى المغرب، وتتواجد أيضا في البحر الأبيض المتوسط، وفي البحر الأسود وخليج السويس، ويرجح بشكل كبير جدا على أن هذا النوع من الاسماك يهاجر هجرة لسبسية؛ أي يهاجر عبر قناة السويس.

## التهديدات
في عام 1992؛ اختفت اسماك القوبيون العملاق من موقع واحد في جنوب ديفون، واختفت أيضا من موقع آخر في جنوب كورنوال؛ وكانت هذه الأجزاء تعتبر جزء من نطاق ومدى تواجدها عبر التاريخ. تم الافتراض أن هذه الأنواع من اسماك القوبيون كانت في مرحلة انخفاض غي اعدادها، ولكن؛ تم توثيق وجود هذه الأنواع مرة أخرى في الموقع الذي في جنوب كورنوال في عام 1998. على الرغم من عدم وجود أي دليل الذي يدل على أن هذه الأنواع من الاسماك تعتبر مهددة بخطر الانقراض في المملكة المتحدة؛ الا انه يبدو انه من المحتمل أن هذه الاسماك معرضة للاضطرابات والتشويشات الناجمة من بني البشر؛ وذلك بسبب الضغوطات الناتجة عن الفعاليات الترفيهية التي يواجهها موطنها المتواجد بالقرب من الساحل والشاطئ.

## حالة الحفظ
في بريطانيا العظمى في عام 1998، تمت إضافة هذه الأنواع من اسماك القوبيون إلى الجدول رقم 5 من قانون الحياة البرية والريف 1981. بموجب هذا القانون؛ تعتبر جريمة وتعدي غير قانوني القيام بقتل أو جرح أو أخذ أو القيام ببيع اسماك القوبيون العملاق، أو إتلاف أو تدمير وتخريب أي هيكل أو مكان الذي تستخدمه اسماك القوبيون العملاق من أجل المأوى أو من اجل حماية انفسها. بالإضافة لذلك؛ تم ذكر وضمن هذه الاسماك في البرنامج الإنجليزي لعلاج واسترجاع الأنواع الطبيعية.

## روابط خارجية
- أرشيف الكائنات الحية على الأرض